# Catherine E. Delahodde
Catherine E. Delahodde, née en 1974, est une astronome française.

## Biographie
De mère pharmacienne et de père ingénieur-électronicien, Catherine Delahodde a redécouvert plusieurs comètes quand elle travaillait à l'Observatoire européen austral (ESO).
En 2000, elle codécouvre l'objet transneptunien double (123509) 2000 WK183.
L'astéroïde (15008) Delahodde est nommé en son honneur.
En 2003, elle soutient une thèse sur les Propriétés physiques de noyaux cométaires : nouvelles perspectives observationnelles à l'Université d'Aix-Marseille.
Elle travaille pour le Laboratoire d’astrophysique de Marseille, puis à l’université du centre de la Floride à Orlando. Elle quitte le monde de la recherche et se tourne vers l'informatique.